# Krajputaši iz Lise (Ivanjica)

## Spomenik Mihailu Komadiniću
Krajputaš se nalazi na Bioči, 50-ak metara pre restorana 'Izlet'. Mihailo Komadinić je učestvovao u Prvom svetskom ratu. Spomenik su mu podigli otac Ivan, majka Mirosava i braća Radomir, Ranisav i Dobrivoje
Tekst koji je ispisan na spomeniku je: 

"Spomen Mihaila Komadinića iz Lise vojnika III-će čete 4-og bat. 5-og prek. puka koji učestvova u Evropskom ratu i zarobiše ga Bugari 15. g. A umrije kao zarobljenik u svojoj 21-oj god. i Starom Zagorju u Bugarskoj. Bog da mu dušu prosti. Spomen mu podižu otac Ivan majka Mirosava braća Radomir, Ranisav, Dobrivoje."

## Spomenik Đorđu Ocokoljiću
Krajputaš se nalazi u Milićevičima, 50-ak metara pre restorana 'Izlet'. Mihailo Komadinić je učestvovao u Prvom svetskom ratu. Spomenik mu je podigla majka Milica
Tekst koji je ispisan na spomeniku je: 

"Oj putniče mili brate, brat je mio koje vere bio. Kad ugledaš sliku na ovome spomeniku priđi i pročitaj nekoliko redaka vidi čija je slika. Videćeš da je to slika Đorđa M. Ocokoljića iz Lise biv. narednika u srpskoj vojsci, koji je umro u bolnici u Prijepolju 22. marta 1915. g. i tamo sahranjen. To je brate putniče moj sin moj jedinac oko koga sam savijala ruke punih 33. godine. O sine Đole evo ti jednog znaka na tvojoj zemlji za koju si braneći je od neprijatelja i svoj život položijo. Ovaj znak to ti je dar od tvoje ožalošćene majke Milice."

## Spomenik Lazaru Šuluburiću
Krajputaš se nalazi u gornjim Šuluburama, kod groblja. Lazar Šuluburiću je rođen 17. 4. 1889. god. a umro 11. 2. 1916. Spomenik su mu podigli brat Vukašin, majka Julka, sin Voimir i snaja Anđelija.
Tekst koji je ispisan na spomeniku je: 

"Spomen Lazara Šuluburića iz Lise vojnika III čete I bat. X p. Puka rođen 17. 4. 1889. god. a umro od ratnih napora 11. II. 1916. god. na ostrvu Vidu u najlepše doba u mladosti mojoj. Poklič otadžbine mene mladog pozva u boj da slobodu branim od strašnih dušmana Mađara, Turaka i Bugara. Mladi život dadok otadžbini svojoj al sloboda sinu domovini mojoj. Veseli se mlada Srbadijo mila na našim grobovima ti raširi krila. Zbogom svetu moj premili cvetu ja se više povratiti neću a vi meni upalite sveću. Spomen spodiže brat Vukašin i ožalošćena majka Julka sin Voimir i sna Anđelija."

## Spomenik Ljubomiru Šuluburiću
Krajputaš se nalazi u gornjim Šuluburama, kod groblja. Ljubomir Šuluburić je učestvovao u Prvom svetskom ratu.Poginuo je kao zarobljenik Austro- Mađara 1915. godine. Spomenik su mu podigli sinovi Mihailo, Branislav, supruga Dragina i ćerka Milanka.
Tekst koji je ispisan na spomeniku je: 

"Spomen Ljubomira Šuluburića iz ovog sela Lise vojnika III čete I bataljona 10. puka III poziva narodne vojska koji je učestvovao u ratu od 1912. god. do kraja 1915. kada je zarobljen od Austro-Mađara i kaa zarobljenik umre 1. januara 1916. god. u varoši Subotici u Bog da mu dušu prosti. Spomen spodigoše mu sinovi Mihailo Branislav supruga Dragina i kćer Milanka. 
(pozadi) 
Kaplarević Tihomir iz Milatovića	Branislav Šuluburić
Svom dobrotvoru obnoviše Branislav i Gvozden 25. V. 1979. g.''
"

## Spomenik Jerotiju Šuluburiću
Krajputaš se nalazi u donjim Šuluburama. Jerotije Šuluburić je učestvovao u Prvom svetskom ratu.Poginuo je 1915. godine. Spomenik su mu brat Blagoje, snaja Lena, i sinovci Mlađen, Dragomir i Srećko.
Tekst koji je ispisan na spomeniku je: 

"Spomen Jerotija sin Anke i Petra Šuluburića zemljoradnika iz Lise. Rođen je 1896. god. redov kadrovac rezernih Kruševačkih trupa. Umro pri povlačenju Srpske vojske 1915. iz Elobanije u Albaniju. Za njegovu smrt roditelji su saznala posle 1. god. da je umro on mučeničkom smrću u cvetu svoje mladosti za slobodu svoje otadžbine. Večna mu slava i hvala. Spomen mu podiže brat Blagoje snaja Lena sinovci Mlađen, Dragomir i Srećko."

## Spomenik Miloradu Joloviću
Krajputaš se nalazi na Trmošnjaku, meštani tačno mesto zovu 'na raskršću'. Milorad Jolović je poginuo 6. 9. 1914. godine. Spomenik su mu podigli roditelji Miljko i Radosava i sin Radisav i ćerka Milosava.
Tekst koji je ispisan na spomeniku je: 

"Putniče mili brate- brat je mio koje vere bio. Kad budeš pored ovog spomenika priđi bliže i vidi čija je slika na njemu, videćeš da je to slika Milorada Jolovića iz Lise bivšeg narednika I bat. 10. puka koji braneći svoju otadžbinu u Evropskom ratu poginuo 6-og sep. 1914. g. na Šapcu čije je telo preneto u groblje svoje familije u Lisi. To je putniče naš sin oko koga smo savijali ruke puni 30. godina za kime ćemo odneti rane na srcu u naš grob. Ne zaboravi putniče, pročitaj ovaj drugi spomen pored Miloradovog. Dragi Milorade evo ti vidnog znaka kao dar od tvojih za navek ožalošćenih roditelja Miljka i Radosave Jolović i tvoje dece Radisava i Milosave za uspomenu."

## Spomenik Vićentiju Joloviću
Krajputaš se nalazi na Trmošnjaku. Vićentije Jolović je poginuo 16. 8. 1916. godine. Spomenik su mu podigli roditelji Miljko i Radosava, supruga Ilinka i rođak Savko.
Tekst koji je ispisan na spomeniku je: 

"Dragi putniče evo i drugog spomenik mome dragom sinu Vićentiju Joloviću ovd. Vojniku 3-će čete I-og bat. 10-og puka koji braneći svoju otadžbinu od neprijatelja pogibe na Solunskom frontu 16. avgusta 1916. god. i tamo ja saranjen a ostavi posle smrti nas roditelje i ženu Ilinku sa kojom je živeo nepunu godinu. Vidi putniče imao sam dva sina obadva sam izgubijo u odbrani otadžbine a ja tužan ostao da mesto nji gledam kamen, Milorad od 30. a Vićentija od 26. g. Dragi Vićo i tebe evo spomenika kao dar od tvoji roditelja Miljka i Radosave žene ti Ilinke i rođaka Savka."